# Amomum miriflorum
Amomum miriflorum là một loài thực vật có hoa trong họ Gừng. Loài này được Jana Leong-Škorničková và Nguyễn Quốc Bình mô tả khoa học đầu tiên năm 2019.

## Phân bố
Loài này được tìm thấy ở cao độ 1.231 m (4.039 ft) trên địa bàn xã Hiếu, huyện Kon Plông, tỉnh Kon Tum, Việt Nam.

## Mô tả
Cây thân thảo, cao đến 70 cm, 2-4(-5) lá, phiến lá từ thuôn dài đến hình trứng ngược, 25-43 × 6–11 cm. Cuống cụm dài hoa 3–5 cm, hoa dài 8–12 cm; cánh giữa môi dưới dài đến 4,5 cm, rộng 4,2 cm, màu trắng, có 2 sọc đỏ ở gốc đến hơn một nửa cánh môi, giữa cánh môi có đốm vàng, đầu cánh môi tròn; mào bao phấn hình trứng ngược, 1,7 × 1,1 cm, màu đỏ tía.